# Saltator olivascens
Saltator olivascens (зернолуск оливковий) — вид горобцеподібних птахів родини саякових (Thraupidae). Мешкає в Південній Америці. Раніше вважався конспецифічним з сірим зернолуском.

## Підвиди
Виділяють три підвиду:

Оливковий зерноїд

- S. o. plumbeus Bonaparte, 1853 — північна Колумбія (від річки Сіну[en] до нижньої течії Магдалени в Сантандері);
- S. o. brewsteri Bangs & Penard, TE, 1918 — північно-східна Колумбія, Венесуела і острів Тринідад;
- S. o. olivascens Cabanis, 1849 — тепуї на півдні Венесуели, в Гаяні та на півночі Бразилії.

## Поширення і екологія
Оливкові зернолуски мешкають в Колумбії, Венесуелі, Гаяні, Бразилії та на Тринідаді і Тобаго. Вони живуть в сухих тропічних лісах і рідколіссях, в чагарникових заростях і льяносі. Зустрічаються на висоті до 1800 м над рівнем моря.